# Rösjön (Hovmantorps socken, Småland)
Rösjön är en sjö i Lessebo kommun i Småland och ingår i Ronnebyåns huvudavrinningsområde. Sjön har en area på 0,0498 kvadratkilometer och ligger 149 meter över havet. Sjön avvattnas av vattendraget Lillasjöån.

## Delavrinningsområde
Rösjön ingår i det delavrinningsområde (629476-145606) som SMHI kallar för Mynnar i Rottnen. Medelhöjden är 187 meter över havet och ytan är 38,9 kvadratkilometer. Det finns inga avrinningsområden uppströms utan avrinningsområdet är högsta punkten. Lillasjöån som avvattnar avrinningsområdet har biflödesordning 2, vilket innebär att vattnet flödar genom totalt 2 vattendrag innan det når havet efter 92 kilometer. Avrinningsområdet består mestadels av skog (88 procent). Avrinningsområdet har 0,29 kvadratkilometer vattenytor vilket ger det en sjöprocent på 0,7 procent.